# Zenith (editorial)
Zenith es una editorial perteneciente al Grupo Planeta que fue creada en 2005 debido al incremento de la demanda de libros de superación personal. En la actualidad, el sello está dirigido por Laura Falcó Lara.
La editorial está dedicada principalmente a la publicación de libros de autoayuda e inspiracionales, aunque también posee una colección destinada a enigmas históricos. Entre sus libros de autoayuda cuenta con títulos como Toma un café contigo mismo del uruguayo Walter Dresel, Padres brillantes, maestros fascinantes del brasileño Augusto Cury y Amores altamente peligrosos del argentino Walter Riso. En el área de fábulas morales destaca El delfín de Sergio Bambarén y, dentro de enigmas históricos, posee libros como La lápida templaria descrifrada de Juan Eslava Galán.

## Autores emblemáticos
- Sergio Bambarén
- Walter Dresel
- Augusto Cury
- Walter Riso
- Enrique Mariscal
- Jodi Picoult
- Juan Eslava Galán
- Pedro Palao i Pons
- Javier Arries

## Colecciones
- Autoayuda
- Cuerpo, Mente y Espíritu
- Fábulas morales
- Enigmas de la historia